# Fed Cup 2012 Zona Euro-Africana
La Zona Euro-Africana (Europe/Africa Zone) è una delle 3 divisioni zonali nell'ambito della Fed Cup 2012.
Essa è a sua volta suddivisa in tre gruppi (Gruppo I, Gruppo II, Gruppo III) formati rispettivamente da 15, 7 e 14 squadre, inserite in tali gruppi in base ai risultati ottenuti l'anno precedente. Questi tre gruppi sono vere e proprie categorie aventi un rapporto gerarchico fra di loro: obiettivo dei partecipanti al Gruppo III è quello di venire promossi al Gruppo II, dei partecipanti al Gruppo II quello di venir promossi al Gruppo I e altresì di evitare la retrocessione al Gruppo III, infine quello dei partecipanti al Gruppo I è quello di venir promossi al Gruppo Mondiale II e, parimenti, evitare la retrocessione al Gruppo II.

Il Gruppo III della zona Euro-Africana è l'ultima categoria nell'ordine, pertanto in tale categoria non sono previste retrocessioni.

## Gruppo I
- Sede: Municipal Tennis Club, Eilat, Israele (cemento outdoor)
- Periodo: 1º-4 febbraio

Le 15 squadre vengono inserite in quattro gironi (Pool) da quattro squadre ciascuno (tre nel Pool A). Le quattro squadre classificatesi al primo posto di ciascun girone prendono parte a degli spareggi per stabilire le due nazioni che avranno il diritto di partecipare agli spareggi per il Gruppo Mondiale II e quindi tentare la promozione al Gruppo Mondiale II.

Le quattro squadre classificatesi all'ultimo posto di ciascun girone prendono parte a dei play-out, in cui le due perdenti vengono retrocesse nel Gruppo II della Zona Euro-Africana per l'edizione del 2013.

### Gruppi
|   | Pool A (Dettagli) | Austria (bandiera) | Bulgaria (bandiera) | Estonia (bandiera) |
| 1 | Austria (2-0)     |                    | 2-1                 | 2-1                |
| 2 | Bulgaria (1-1)    | 1-2                |                     | 3-0                |
| 3 | Estonia (0-2)     | 1-2                | 0-3                 |                    |

|   | Pool B (Dettagli)          | Svezia (bandiera) | Ungheria (bandiera) | Bosnia ed Erzegovina (bandiera) | Grecia (bandiera) |
| 1 | Svezia (3-0)               |                   | 2-1                 | 3-0                             | 2-1               |
| 2 | Ungheria (2-1)             | 1-2               |                     | 2-1                             | 3-0               |
| 3 | Bosnia ed Erzegovina (1-2) | 0-3               | 1-2                 |                                 | 3-0               |
| 4 | Grecia (0-3)               | 1-2               | 0-3                 | 0-3                             |                   |

|   | Pool C (Dettagli)   | Regno Unito (bandiera) | Portogallo (bandiera) | Israele (bandiera) | Paesi Bassi (bandiera) |   |                   | Pool D (Dettagli) | Polonia (bandiera) | Romania (bandiera) | Croazia (bandiera) | Lussemburgo (bandiera) |
| 1 | Gran Bretagna (3-0) |                        | 3-0                   | 3-0                | 2-1                    | 1 | Polonia (3-0)     |                   | 2-1                | 3-0                | 3-0                |                        |
| 2 | Portogallo (2-1)    | 0-3                    |                       | 2-1                | 2-1                    | 2 | Romania (2-1)     | 1-2               |                    | 2-1                | 3-0                |                        |
| 3 | Israele (1-2)       | 0-3                    | 1-2                   |                    | 2-1                    | 3 | Croazia (1-2)     | 0-3               | 1-2                |                    | 2-1                |                        |
| 4 | Paesi Bassi (0-3)   | 1-2                    | 1-2                   | 1-2                |                        | 4 | Lussemburgo (0-3) | 0-3               | 0-3                | 1-2                |                    |                        |

### Play-off
Per maggiori informazioni e una spiegazione più dettagliata clicca qui
- 4 febbraio 2012

| Posizione     | Squadra vincitrice   | Risultato | Squadra sconfitta |
| ------------- | -------------------- | --------- | ----------------- |
| 1°-4°         | Austria              | 0-2       | Gran Bretagna     |
| 1°-4°         | Svezia               | 2-1       | Polonia           |
| 5°-8°         | Bulgaria             | 0-2       | Portogallo        |
| 5°-8°         | Ungheria             | 0-2       | Romania           |
| 10°-11°       | Bosnia ed Erzegovina | 0-2       | Croazia           |
| Retrocessione | Estonia              | 1-2       | Paesi Bassi       |
| Retrocessione | Grecia               | 1-2       | Lussemburgo       |

- Gran Bretagna e Svezia ammesse agli spareggi per il Gruppo Mondiale II.
- Estonia e Grecia retrocesse al Gruppo II nel 2013.
- Israele al 9º posto senza necessità di disputare alcuno spareggio.

## Gruppo II
- Sede: Golf El Solaimaneyah Club, Il Cairo, Egitto (terra rossa outdoor)
- Data: 16-21 aprile

Le 8 squadre vengono suddivise in due gironi (Pool) da tre e quattro squadre ciascuno. La prima classificata di ciascuno dei due gironi gioca uno spareggio contro la seconda dell'altro girone per determinare quali due squadre verranno promosse nel Gruppo I della zona Euro-Africana nel 2013. Le ultime classificate di ciascun girone disputano uno spareggio per stabilire quale squadra debba essere retrocessa nel Gruppo III della zona Euro-Africana nel 2013.
|   | Pool A (Dettagli) | Sudafrica (bandiera) | Montenegro (bandiera) | Finlandia (bandiera) | Danimarca (bandiera) |   |                | Pool B (Dettagli) | Georgia (bandiera) | Turchia (bandiera) | Lettonia (bandiera) | Norvegia (bandiera) |
| 1 | Sudafrica (3-0)   |                      | 3-0                   | 3-0                  | 3-0                  | 1 | Georgia (3-0)  |                   | 3-0                | 2-1                | 3-0                 |                     |
| 2 | Montenegro (2-1)  | 0-3                  |                       | 3-0                  | 2-1                  | 2 | Turchia (2-1)  | 0-3               |                    | 2-1                | 3-0                 |                     |
| 3 | Finlandia (1-2)   | 0-3                  | 0-3                   |                      | 2-1                  | 3 | Lettonia (1-2) | 1-2               | 1-2                |                    | 3-0                 |                     |
| 4 | Danimarca (0-3)   | 0-3                  | 1-2                   | 1-2                  |                      | 4 | Norvegia (0-3) | 0-3               | 0-3                | 0-3                |                     |                     |

### Spareggi promozione
| Sudafrica 0 | El Solaimaneyah Club, Il Cairo, Egitto 21 aprile 2012 terra rossa outdoor | El Solaimaneyah Club, Il Cairo, Egitto 21 aprile 2012 terra rossa outdoor | Turchia 3 |     |     |  |
| \| \| \| \| 1 \| 2 \| 3 \| \| \| - \| \| ---------------------------------------------------- \| --- \| --- \| --- \| \| \| 1 \| \| Ilze Hattingh Pemra Özgen \| 4 6 \| 2 6 \| \| \| \| 2 \| \| Natalie Grandin Çağla Büyükakçay \| 6 2 \| 2 6 \| 4 6 \| \| \| 3 \| \| Lynn Kiro / Madrie Le Roux Pemra Özgen / Melis Sezer \| 4 6 \| 2 6 \| \| \| |                                                                           |                                                                           |           |     |     |  |
| |                                                                           |                                                                           | 1         | 2   | 3   |  |
| 1 | Sudafrica (bandiera) · Turchia (bandiera)                                 | Ilze Hattingh Pemra Özgen                                                 | 4 6       | 2 6 |     |  |
| 2 | Sudafrica (bandiera) · Turchia (bandiera)                                 | Natalie Grandin Çağla Büyükakçay                                          | 6 2       | 2 6 | 4 6 |  |
| 3 | Sudafrica (bandiera) · Turchia (bandiera)                                 | Lynn Kiro / Madrie Le Roux Pemra Özgen / Melis Sezer                      | 4 6       | 2 6 |     |  |

| Montenegro 0 | El Solaimaneyah Club, Il Cairo, Egitto 21 aprile 2012 terra rossa outdoor | El Solaimaneyah Club, Il Cairo, Egitto 21 aprile 2012 terra rossa outdoor | Georgia 3 |     |   |  |
| \| \| \| \| 1 \| 2 \| 3 \| \| \| - \| \| ----------------------------------------------------------------- \| --- \| --- \| - \| \| \| 1 \| \| Vladica Babić Sofia Shapatava \| 2 6 \| 3 6 \| \| \| \| 2 \| \| Danka Kovinić Anna Tatišvili \| 2 6 \| 2 6 \| \| \| \| 3 \| \| Vladica Babić / Milica Sljukić Sofia Kvatsabaia / Sofia Shapatava \| 3 6 \| 4 6 \| \| \| |                                                                           |                                                                           |           |     |   |  |
| |                                                                           |                                                                           | 1         | 2   | 3 |  |
| 1 | Montenegro (bandiera) · Georgia (bandiera)                                | Vladica Babić Sofia Shapatava                                             | 2 6       | 3 6 |   |  |
| 2 | Montenegro (bandiera) · Georgia (bandiera)                                | Danka Kovinić Anna Tatišvili                                              | 2 6       | 2 6 |   |  |
| 3 | Montenegro (bandiera) · Georgia (bandiera)                                | Vladica Babić / Milica Sljukić Sofia Kvatsabaia / Sofia Shapatava         | 3 6       | 4 6 |   |  |

- Georgia e  Turchia promosse al gruppo I nel 2013.

### Spareggi retrocessione
| Finlandia 3 | El Solaimaneyah Club, Il Cairo, Egitto 21 aprile 2012 terra rossa outdoor | El Solaimaneyah Club, Il Cairo, Egitto 21 aprile 2012 terra rossa outdoor | Norvegia 0 |     |     |  |
| \| \| \| \| 1 \| 2 \| 3 \| \| \| - \| \| ------------------------------------------------------ \| ---- \| --- \| --- \| \| \| 1 \| \| Emma Laine Hedda Ødegaard \| 7 62 \| 6 2 \| \| \| \| 2 \| \| Piia Suomalainen Ulrikke Eikeri \| 3 6 \| 6 4 \| 6 3 \| \| \| 3 \| \| Johanna Hyoty / Ella Leivo Emma Flood / Hedda Ødegaard \| 4 6 \| 7 5 \| 6 3 \| \| |                                                                           |                                                                           |            |     |     |  |
| |                                                                           |                                                                           | 1          | 2   | 3   |  |
| 1 | Finlandia (bandiera) · Norvegia (bandiera)                                | Emma Laine Hedda Ødegaard                                                 | 7 62       | 6 2 |     |  |
| 2 | Finlandia (bandiera) · Norvegia (bandiera)                                | Piia Suomalainen Ulrikke Eikeri                                           | 3 6        | 6 4 | 6 3 |  |
| 3 | Finlandia (bandiera) · Norvegia (bandiera)                                | Johanna Hyoty / Ella Leivo Emma Flood / Hedda Ødegaard                    | 4 6        | 7 5 | 6 3 |  |

| Danimarca 0 | El Solaimaneyah Club, Il Cairo, Egitto 21 aprile 2012 terra rossa outdoor | El Solaimaneyah Club, Il Cairo, Egitto 21 aprile 2012 terra rossa outdoor         | Lettonia 3 |     |     |  |
| \| \| \| \| 1 \| 2 \| 3 \| \| \| - \| \| --------------------------------------------------------------------------------- \| --- \| --- \| --- \| \| \| 1 \| \| Cecilie Lundgaard Melsted Līga Dekmeijere \| 3 6 \| 2 6 \| \| \| \| 2 \| \| Karen Barbat Diāna Marcinkēviča \| 6 3 \| 3 6 \| 3 6 \| \| \| 3 \| \| Malou Ejdesgaard / Cecilie Lundgaard Melsted Līga Dekmeijere / Diāna Marcinkēviča \| 1 6 \| 1 6 \| \| \| |                                                                           |                                                                                   |            |     |     |  |
| |                                                                           |                                                                                   | 1          | 2   | 3   |  |
| 1 | Danimarca (bandiera) · Lettonia (bandiera)                                | Cecilie Lundgaard Melsted Līga Dekmeijere                                         | 3 6        | 2 6 |     |  |
| 2 | Danimarca (bandiera) · Lettonia (bandiera)                                | Karen Barbat Diāna Marcinkēviča                                                   | 6 3        | 3 6 | 3 6 |  |
| 3 | Danimarca (bandiera) · Lettonia (bandiera)                                | Malou Ejdesgaard / Cecilie Lundgaard Melsted Līga Dekmeijere / Diāna Marcinkēviča | 1 6        | 1 6 |     |  |

- Danimarca e  Norvegia retrocesse al gruppo III nel 2013.

## Gruppo III
- Sede: Golf El Solaimaneyah Club, Il Cairo, Egitto (terra rossa outdoor)
- Data: 16-21 aprile

Le 11 squadre vengono suddivise in due gironi (Pool) da 5 e 6 squadre rispettivamente. Le due squadre vincitrici di ciascun girone disputano degli spareggi fra di loro per stabilire quali due squadre verranno promosse al Gruppo II della zona Euro-Africana nel 2013.
|   | Pool A (Dettagli) | Marocco (bandiera) | Irlanda (bandiera) | Armenia (bandiera) | Malta (bandiera) | Kenya (bandiera) |
| 1 | Marocco (4-0)     |                    | 2-1                | 2-1                | 2-1              | 3-0              |
| 2 | Irlanda (3-1)     | 1-2                |                    | 2-1                | 2-1              | 3-0              |
| 3 | Armenia (2-2)     | 1-2                | 1-2                |                    | 3-0              | 3-0              |
| 4 | Malta (1-3)       | 1-2                | 1-2                | 0-3                |                  | 3-0              |
| 5 | Kenya (0-4)       | 0-3                | 0-3                | 0-3                | 0-3              |                  |

|   | Pool B (Dettagli) | Tunisia (bandiera) | Lituania (bandiera) | Egitto (bandiera) | Moldavia (bandiera) | Cipro (bandiera) | Namibia (bandiera) |
| 1 | Tunisia (5-0)     |                    | 2-1                 | 3-0               | 3-0                 | 3-0              | 2-1                |
| 2 | Lituania (4-1)    | 1-2                |                     | 3-0               | 3-0                 | 3-0              | 3-0                |
| 3 | Egitto (3-2)      | 0-3                | 0-3                 |                   | 3-0                 | 3-0              | 3-0                |
| 4 | Moldavia (2-3)    | 0-3                | 0-3                 | 0-3               |                     | 2-1              | 2-1                |
| 5 | Cipro (1-4)       | 0-3                | 0-3                 | 0-3               | 1-2                 |                  | 2-1                |
| 6 | Namibia (0-5)     | 1-2                | 0-3                 | 0-3               | 1-2                 | 1-2              |                    |

### Spareggi promozione
| Marocco 1 | El Solaimaneyah Club, Il Cairo, Egitto 21 aprile 2012 terra rossa outdoor | El Solaimaneyah Club, Il Cairo, Egitto 21 aprile 2012 terra rossa outdoor | Lituania 2 |     |     |  |
| \| \| \| \| 1 \| 2 \| 3 \| \| \| - \| \| ------------------------------------------------------------------------ \| ---- \| --- \| --- \| \| \| 1 \| \| Fatima El Allami Joana Eidukonytė \| 65 7 \| 6 2 \| 6 4 \| \| \| 2 \| \| Fatyha Berjane Lina Stančiūtė \| 1 6 \| 1 6 \| \| \| \| 3 \| \| Fatima El Allami / Bahia Mouhtassine Justina Mikulskytė / Lina Stančiūtė \| 4 6 \| 5 7 \| \| \| |                                                                           |                                                                           |            |     |     |  |
| |                                                                           |                                                                           | 1          | 2   | 3   |  |
| 1 | Marocco (bandiera) · Lituania (bandiera)                                  | Fatima El Allami Joana Eidukonytė                                         | 65 7       | 6 2 | 6 4 |  |
| 2 | Marocco (bandiera) · Lituania (bandiera)                                  | Fatyha Berjane Lina Stančiūtė                                             | 1 6        | 1 6 |     |  |
| 3 | Marocco (bandiera) · Lituania (bandiera)                                  | Fatima El Allami / Bahia Mouhtassine Justina Mikulskytė / Lina Stančiūtė  | 4 6        | 5 7 |     |  |

| Irlanda 1 | El Solaimaneyah Club, Il Cairo, Egitto 21 aprile 2012 terra rossa outdoor | El Solaimaneyah Club, Il Cairo, Egitto 21 aprile 2012 terra rossa outdoor | Tunisia 2 |     |     |  |
| \| \| \| \| 1 \| 2 \| 3 \| \| \| - \| \| ---------------------------------------------------- \| --- \| --- \| --- \| \| \| 1 \| \| Sinéad Lohan Nour Abbes \| 6 1 \| 3 6 \| 3 6 \| \| \| 2 \| \| Amy Bowtell Ons Jabeur \| 3 6 \| 5 7 \| \| \| \| 3 \| \| Amy Bowtell / Jenny Claffey Ons Jabeur / Mouna Jebri \| 6 1 \| 6 1 \| \| \| |                                                                           |                                                                           |           |     |     |  |
| |                                                                           |                                                                           | 1         | 2   | 3   |  |
| 1 | Irlanda (bandiera) · Tunisia (bandiera)                                   | Sinéad Lohan Nour Abbes                                                   | 6 1       | 3 6 | 3 6 |  |
| 2 | Irlanda (bandiera) · Tunisia (bandiera)                                   | Amy Bowtell Ons Jabeur                                                    | 3 6       | 5 7 |     |  |
| 3 | Irlanda (bandiera) · Tunisia (bandiera)                                   | Amy Bowtell / Jenny Claffey Ons Jabeur / Mouna Jebri                      | 6 1       | 6 1 |     |  |

- Lituania e  Tunisia promosse al gruppo II nel 2013.

### Spareggi 5º-8º posto
| Armenia 1 | El Solaimaneyah Club, Il Cairo, Egitto 21 aprile 2012 terra rossa outdoor | El Solaimaneyah Club, Il Cairo, Egitto 21 aprile 2012 terra rossa outdoor | Egitto 2 |     |     |  |
| \| \| \| \| 1 \| 2 \| 3 \| \| \| - \| \| ---------------------------------------------------------- \| ---- \| --- \| --- \| \| \| 1 \| \| Nune Khachatryan Menna El Nagdy \| 64 7 \| 4 6 \| \| \| \| 2 \| \| Ani Amiraghyan Mai El Kamash \| 7 67 \| 6 1 \| \| \| \| 3 \| \| Ani Amiraghyan / Anna Movsisyan Mai El Kamash / Mora Eshak \| 3 6 \| 6 4 \| 5 7 \| \| |                                                                           |                                                                           |          |     |     |  |
| |                                                                           |                                                                           | 1        | 2   | 3   |  |
| 1 | Armenia (bandiera) · Egitto (bandiera)                                    | Nune Khachatryan Menna El Nagdy                                           | 64 7     | 4 6 |     |  |
| 2 | Armenia (bandiera) · Egitto (bandiera)                                    | Ani Amiraghyan Mai El Kamash                                              | 7 67     | 6 1 |     |  |
| 3 | Armenia (bandiera) · Egitto (bandiera)                                    | Ani Amiraghyan / Anna Movsisyan Mai El Kamash / Mora Eshak                | 3 6      | 6 4 | 5 7 |  |

| Malta 1 | El Solaimaneyah Club, Il Cairo, Egitto 21 aprile 2012 terra rossa outdoor | El Solaimaneyah Club, Il Cairo, Egitto 21 aprile 2012 terra rossa outdoor | Moldavia 2 |     |     |  |
| \| \| \| \| 1 \| 2 \| 3 \| \| \| - \| \| --------------------------------------------------------------- \| --- \| --- \| --- \| \| \| 1 \| \| Elaine Genovese Alina Soltanici \| 6 3 \| 6 1 \| \| \| \| 2 \| \| Rosanne Dimech Julia Helbet \| 3 6 \| 1 6 \| \| \| \| 3 \| \| Rosanne Dimech / Elaine Genovese Julia Helbet / Melisa Martinov \| 1 6 \| 6 3 \| 4 6 \| \| |                                                                           |                                                                           |            |     |     |  |
| |                                                                           |                                                                           | 1          | 2   | 3   |  |
| 1 | Malta (bandiera) · Moldavia (bandiera)                                    | Elaine Genovese Alina Soltanici                                           | 6 3        | 6 1 |     |  |
| 2 | Malta (bandiera) · Moldavia (bandiera)                                    | Rosanne Dimech Julia Helbet                                               | 3 6        | 1 6 |     |  |
| 3 | Malta (bandiera) · Moldavia (bandiera)                                    | Rosanne Dimech / Elaine Genovese Julia Helbet / Melisa Martinov           | 1 6        | 6 3 | 4 6 |  |

### Spareggio 9º-10º posto
| Kenya 0 | El Solaimaneyah Club, Il Cairo, Egitto 21 aprile 2012 terra rossa outdoor | El Solaimaneyah Club, Il Cairo, Egitto 21 aprile 2012 terra rossa outdoor | Cipro 3 |     |   |  |
| \| \| \| \| 1 \| 2 \| 3 \| \| \| - \| \| ---------------------------------------------------------------------- \| --- \| --- \| - \| \| \| 1 \| \| Veronica Osogo Nabwire Mara Argyriou \| 2 6 \| 2 6 \| \| \| \| 2 \| \| Caroline Oduor Joanna-Nena Savva \| 0 6 \| 0 6 \| \| \| \| 3 \| \| Caroline Oduor / Veronica Osogo Nabwire Mara Argyriou / Maria Siopacha \| 4 6 \| 1 6 \| \| \| |                                                                           |                                                                           |         |     |   |  |
| |                                                                           |                                                                           | 1       | 2   | 3 |  |
| 1 | Kenya (bandiera) · Cipro (bandiera)                                       | Veronica Osogo Nabwire Mara Argyriou                                      | 2 6     | 2 6 |   |  |
| 2 | Kenya (bandiera) · Cipro (bandiera)                                       | Caroline Oduor Joanna-Nena Savva                                          | 0 6     | 0 6 |   |  |
| 3 | Kenya (bandiera) · Cipro (bandiera)                                       | Caroline Oduor / Veronica Osogo Nabwire Mara Argyriou / Maria Siopacha    | 4 6     | 1 6 |   |  |